# Intoleranță la histamină

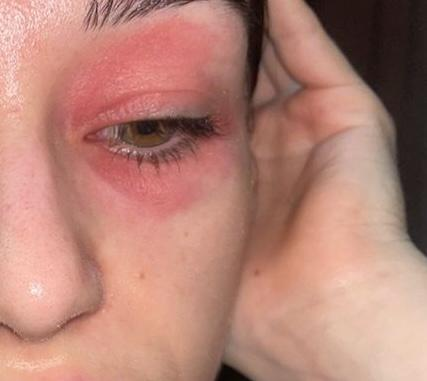
Manifestare cutanată la nivelul feței în urma expunerii la histamină, în contextul intoleranței la histamină

Intoleranța la histamină (sau HIT) este definită ca fiind intoleranța la histamină ingerată cu alimente. Aceasta este cauzată de un deficit al enzimei de degradare a histaminei, diaminoxidaza (DAO), sau de un dezechilibru între histamină și DAO. O altă definiție dată este un dezechilibru între formarea și degradarea histaminei.

## Cauze
Principalula cauză a acestui dezechilibru, în cazul histaminei ingerate, este enzima diamin oxidaza (DAO), responsabilă pentru metabolismul histaminei în intestin. În cazul intoleranței la histamină, degradarea histaminei în intestin este întreruptă cel mai probabil din cauza unei activități reduse a enzimei DAO, ceea ce duce la un exces consecutiv de histamină. Pe lângă DAO, există și o a doua enzimă importantă, N-metiltransferaza (HNMT), care se ocupă în special de degradarea histaminei endogene și cerebrale; și aceasta poate fi afectată negativ atunci când degradarea prin DAO este insuficientă, deoarece produsele de degradare a histaminei pot inhiba HNMT.
Cauzele activității reduse a DAO sunt diverse și pot include un deficit congenital (rar), un deficit tranzitoriu (asociat, de exemplu, cu infecții ale mucoasei intestinale) sau, cel mai important, o reducere exogenă a activității DAO după administrarea unor substanțe care inhibă enzima. Printre aceste substanțe se numără în primul rând alcoolul și produsul său de degradare (acetaldehidă), anumite alimente bogate în amine și un număr considerabil de medicamente. Anumite medicamente pot bloca activitatea DAO pentru câteva săptămâni. De asemenea, un deficit de cofactori necesari DAO, cum ar fi vitamina B6, cuprul și vitamina C, poate contribui la problemă; Vitamina C, de exemplu, sprijină degradarea histaminei. Alte amine biogene din alimente, precum putresceina, pot modula simptomele prin competiția pentru enzima DAO.

## Simptome
Simptomele intoleranței la histamină sunt variate și pot afecta multiple organe, reflectând distribuția receptorilor de histamină în corp. Această prezentare multifacetică face ca afecțiunea să fie adesea nediagnosticată. Manifestările tipice includ simptome gastrointestinale precum greață, vărsături, dureri abdominale, balonare și diaree. Stomacul este mai puțin frecvent afectat la persoanele tinere datorită concentrației ridicate de enzime de degradare a histaminei în această zonă, dar la vârste mai înaintate și stomacul poate fi implicat. Simptome neurologice precum cefalee (dureri de cap) și amețeli sunt frecvente. Pe piele pot apărea roșeață, urticarie și prurit (mâncărime). Sistemul cardiovascular poate fi afectat de hipotensiune (tensiune arterială scăzută) – un simptom tipic dar adesea ignorat – tahicardie (puls rapid) și aritmii cardiace. Simptomele respiratorii pot include rinoree (secreții nazale), obstrucție nazală sau chiar astm bronșic. De asemenea, pot apărea dismenoree (dureri menstruale). Simptomele apar atunci când pragul personal de toleranță la histamină este depășit și pot fi declanșate sau agravate de alimente specifice, alcool, stres sau anumite medicamente. Afecțiunea este mai frecventă la femei (80% din cazuri), tipic în jurul vârstei de 40 de ani.

## Diagnostic
Diagnosticul intoleranței la histamină este complex și implică excluderea altor afecțiuni cu simptome similare, precum alergiile alimentare, intoleranțele la alte substanțe sau boli intestinale inflamatorii. Se bazează pe un istoric medical detaliat și evaluarea simptomelor, urmate de o dietă de probă cu conținut redus de histamină timp de aproximativ 14 zile pentru a vedea dacă simptomele se ameliorează. Testele de laborator pot susține diagnosticul și includ măsurarea activității DAO în ser (o activitate redusă fiind sugestivă) și/sau determinarea histaminei și a metabolitului său, N-metil histamina, în sânge și urină, mai ales după ingestia unei diete echilibrate versus una hipoalergenică. Aceste teste completează procedura clinică de diagnostic. 

## Tratament
Tratamentul vizează în primul rând reducerea expunerii la histamină. Baza terapiei este o dietă consistentă cu conținut redus de histamină, care evită alimentele bogate în histamină și pe cele considerate "eliberatoare" de histamină, precum și alcoolul și medicamentele care interferează cu metabolismul histaminei. În cazurile în care deficitul de DAO este legat de lipsa cofactorilor, se poate recurge la suplimente de vitamina B6 și vitamina C. De asemenea, s-au dezvoltat recent capsule care conțin DAO pentru substituția enzimatică, care au arătat beneficii în studii. Antihistaminicele, în special H1 și H2, sunt adesea utilizate pentru controlul simptomelor, putând fi administrate profilactic înainte de proceduri medicale cu risc (ex: cu substanțe de contrast). Stabilizatorii de mastocite pot fi de ajutor, mai ales pentru simptomele gastro-intestinale, dar este crucial să se facă distincția între tratamentul HIT și cel al alergiilor. În cazuri specifice, pot fi luate în considerare gestionarea stresului sau alte măsuri de susținere.